# Pipaldhara
Pipaldhara (nep. पीपलधारा) – gaun wikas samiti w zachodniej części Nepalu w strefie Lumbini w dystrykcie Gulmi. Według nepalskiego spisu powszechnego z 2001 roku liczył on 651 gospodarstw domowych i 3120 mieszkańców (1746 kobiet i 1374 mężczyzn).